# Apodemus
Apodemus é um gênero de roedores da família Muridae.

## Espécies
- Apodemus agrarius (Pallas, 1771)
- Apodemus alpicola Heinrich, 1952
- Apodemus argenteus (Temminck, 1844)
- Apodemus avicennicus Darvish, Javidkar & Siahsarvie, 2006
- Apodemus chevrieri (Milne-Edwards, 1868)
- Apodemus draco (Barrett-Hamilton, 1900)
- Apodemus epimelas Nehring, 1902
- Apodemus flavicollis (Melchior, 1834)
- Apodemus gurkha Thomas, 1924
- Apodemus hyrcanicus Vorontsov, Boyeskorov & Mezhzherin, 1992
- Apodemus latronum Thomas, 1911
- Apodemus mystacinus (Danford e Alston, 1877)
- Apodemus pallipes Barrett-Hamitlon, 1900
- Apodemus peninsulae (Thomas, 1907)
- Apodemus ponticus Sviridenko, 1936
- Apodemus rusiges Miller, 1913
- Apodemus semotus Thomas, 1908
- Apodemus speciosus (Temminck, 1844)
- Apodemus sylvaticus (Linnaeus, 1758)
- Apodemus uralensis (Pallas, 1811)
- Apodemus witherbyi Thomas, 1902